# Powerballin'
Powerballin' es el segundo álbum de estudio del artista de Saint Louis, Chingy. Fue lanzado el 16 de noviembre de 2006 bajo la productora Capitol Records. El álbum llegó a la décima posición en los Estados Unidos y fue certificado platino. Los sencillos fueron "Balla Baby" (la cual tiene un remix con Lil' Flip & Boozie) y "Don't Worry" con Janet Jackson. Este álbum es el más criticado de Chingy recibiendó malas calificaciones por parte de críticos como Andy Kellman (Allmusic) o Jon Caramanica (Rolling Stone). Además la canción "I Do" aparecía en el aclamado videojuego Need for Speed: Underground 2.

## Canciones
| #  | Título                             | Productor       | Colaborador              | Duración |
| -- | ---------------------------------- | --------------- | ------------------------ | -------- |
| 1  | "Haters 101 (Intro)"               |                 |                          | 2:15     |
| 2  | "Give Em Some Mo"                  | Da Beatstaz     |                          | 3:07     |
| 3  | "Fall-N"                           | Da Beatstaz     | G.I.B.                   | 3:37     |
| 4  | "Balla Baby"                       | Keith McMasters |                          | 3:33     |
| 5  | "Jackpot The Pimp, Part 2"         |                 |                          | 0:50     |
| 6  | "Leave Wit Me"                     | Vudú            | R. Kelly & Ziggy         | 3:57     |
| 7  | "Make That Ass Talk"               | The Trak Starz  | Ziggy                    | 3:50     |
| 8  | "I Do"                             | The Trak Starz  |                          | 3:58     |
| 9  | "Don't Worry"                      | Raphael Saadiq  | Janet Jackson            | 4:25     |
| 10 | "All The Way To St. Lou"           | David Banner    | David Banner & Nate Dogg | 4:03     |
| 11 | "26's"                             | Da Beatstaz     | Lil' Wayne               | 4:25     |
| 12 | "We Clubbin'"                      | The Trak Starz  |                          | 4:01     |
| 13 | "We Do"                            | The Trak Starz  | Bun B                    | 3:19     |
| 14 | "Wurr Da 'Git It Gurlz' At?"       | The Trak Starz  | G.I.B.                   | 3:49     |
| 15 | "Bring Da Beef"                    | The Trak Starz  | G.I.B.                   | 4:12     |
| 16 | "Outro"                            |                 |                          | 2:57     |
| 17 | "Balla Baby (Remix)" (Bonus Track) |                 | Lil Flip & Boozie        | 4:01     |
| 18 | "What Up Wit It" (Bonus Track)     | The Trak Starz  | G.I.B.                   | 4:04     |
| 19 | "Don't Really Care" (Bonus Track)  | The Trak Starz  |                          | 4:06     |